# Estandarte de Hidalgo
Estandarte de Hidalgo é como popularmente se conhece uma peça do Museu Histórico Nacional do México (MNH), que é constituído por um pedaço de pano pintado com tinta a óleo com a imagem de Nossa Senhora de Guadalupe, cujos lados são enfeitados com dois escudos, com símbolos e flores pintados com a mesma técnica, e é caracterizada por dois triângulos adicionais na sua parte inferior. Esta é apenas uma bandeira das muitas que foram capturadas pelas forças insurgentes que queriam começar a Independência do México.
O conhecido oficialmente como Estandarte Hidalgo e popularmente conhecido como pintura de Hidalgo é constituído de uma pintura a óleo de Nossa Senhora de Guadalupe, sem outros ornamentos, emoldurado e apoiado sobre um pedestal de madeira guardado no mesmo Museu de História Nacional, esta pintura é assinada pelo pintor novo-hispânico, Andrés López, que o fez em 1805 como parte de um plano proposto pelo bacharel Bartolache. A pintura de meados do século XVIII, tinha como objetivo determinar se a mão humana poderia pintar em um ayate como aconteceu com o original, dissipando quaisquer dúvidas sobre a sua origem divina, uma situação confirmada pelas autoridades da época sem qualquer palavra contra, por isso, esta pintura é considerada uma das poucas reproduções da tilma do Tepeyac.

## Descrição

### Estandarte de Hidalgo
O estandarte ou pintura de Hidalgo é uma tela de linho de 183 cm de altura por 113 cm de largura, preparado para receber a técnica de pintura a óleo utilizada pelo pintor novo-hispânico Andrés López em 1805 para tentar pintar uma cópia da tilma do Tepeyac, por isso é muito parecida com a original, mas agora só esta tem a coroa por que a coroa ornamental foi removida do manto original. Ele se encontra apoiado sobre um tecido de algodão que o sustenta, a conjunto está enquadrado entre dois vidros que lhe permitem vê-lo em ambos os lados. A parte de trás do tecido tem uma inscrição composta de palavras e abreviações que dizem:
Esta imagen fue el Estandarte con que proclamo la Independencia en el año de 1810 el señor Cura Hidalgo. Se colocó en esta Parroquia el 12 de diciembre de 1853 con la mayor solemnidad, con la asistencia del señor Arzobispo Doctor Don Lázaro de la garza, el presidente de la República Don Antonio López de Santa Anna, los Señores Ministros, el Cabildo de esta Colegiata y con religiosos y corporaciones. La repuso (por estar muy maltratada) el Señor Bachiller Marcelo Orihuela Mayordomo de las limosnas que se colectan para el culto de María santísima de Guadalupe el 20 de enero de 1858.
O conjunto é apoiado em um quadro esculpido em madeira de pinheiro, em que a borda superior do quadro é adornado pelo brasão nacional mexicano, este conjunto fica em um pedestal esculpido com o mesmo tipo de madeira, representado como três canhões e três mosquetões e de pé em suas bases para que suas bocas sirvam de apoio para o quadro, abaixo deles há uma base triangular em cujos ângulos existem três bolas de madeira como se fossem munições de canhão ligadas por correntes.

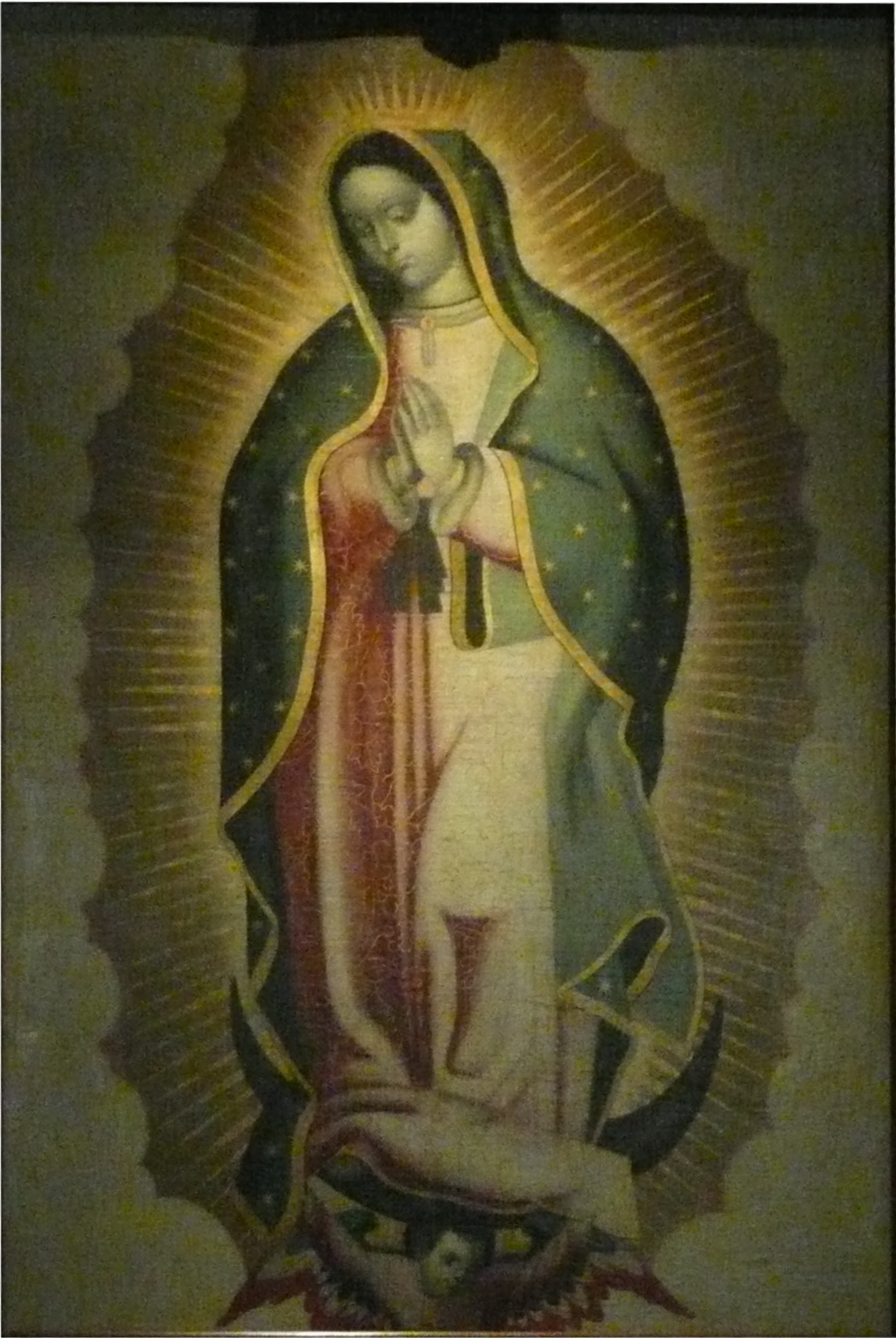
Estandarte de Hidalgo.
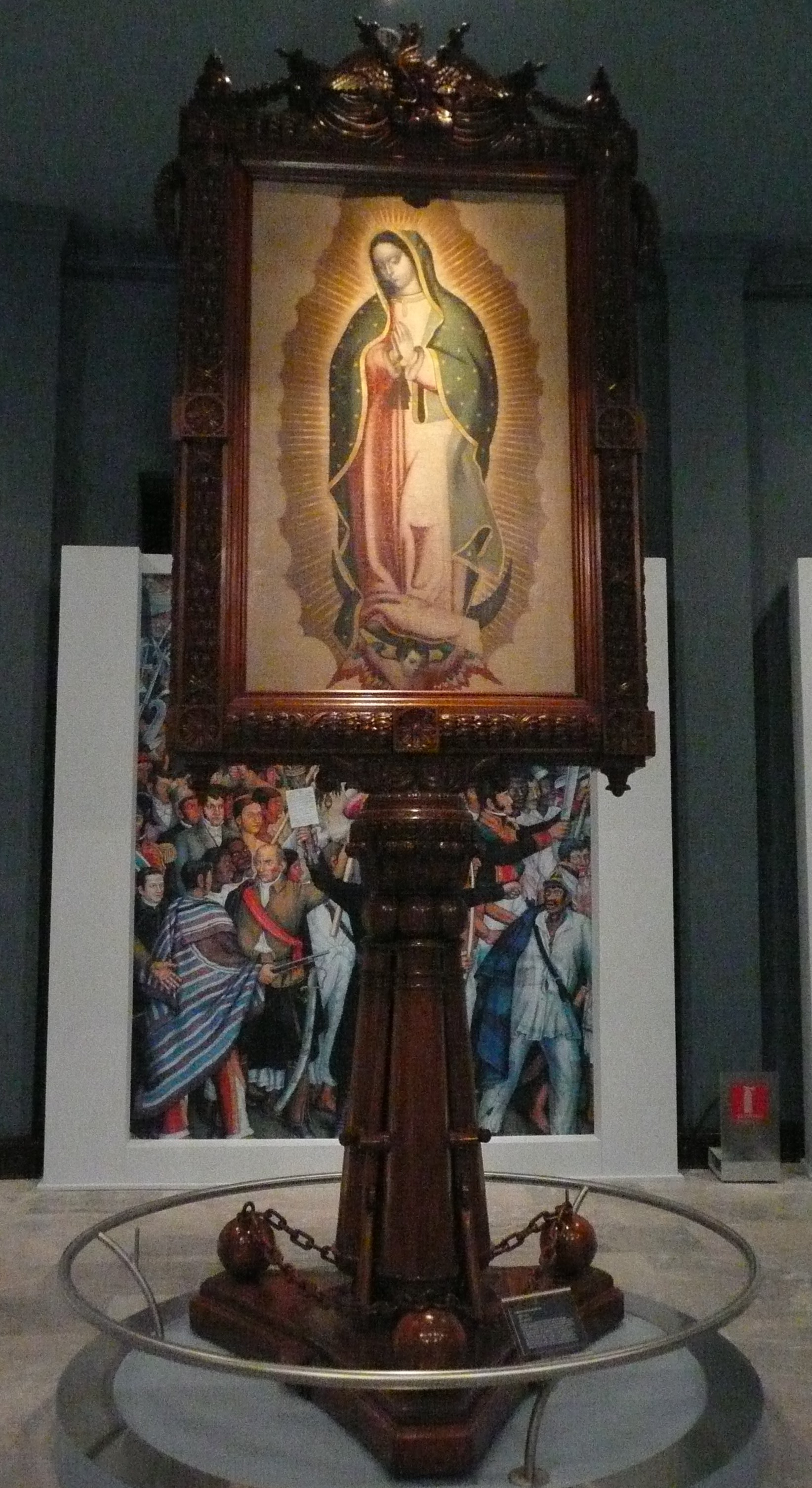
Estandarte de Hidalgo visto de frente com sua moldura e sua base, exibido na Sala de Banderas do Museu Nacional de História do México.
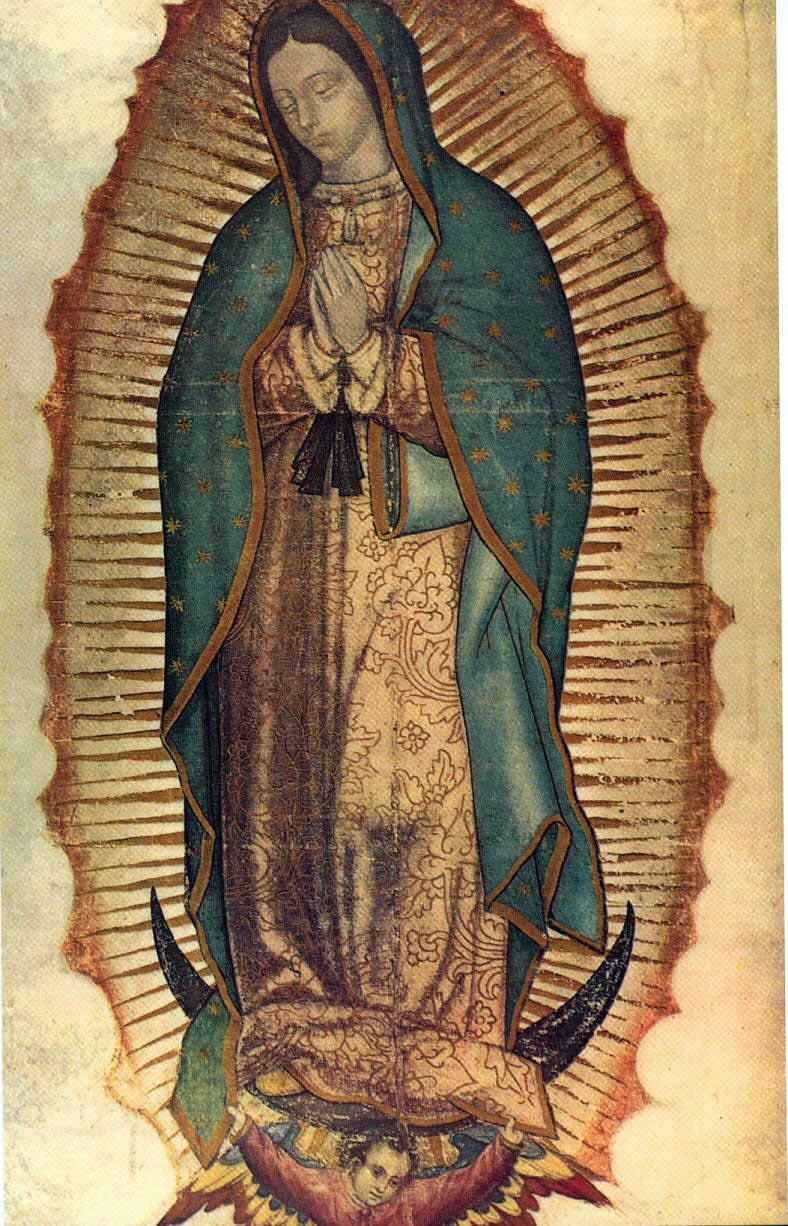
Imagem original da Virgem de Guadalupe, nota-se que ela não mais possui a coroa que se pintou no século XVII.